# 이웅평 (1936년)
이웅평(李雄平, 1936년- )은 대한민국의 기업인으로 남도건설(주) 회장(會長)과 (재)지원장학회 이사장(理事長)이다.

## 생애
본관은 전주, 이름은 웅평(雄平), 보명은 우음(愚音)이다. 이창용(李昶鎔)의 증손이고, 이해국(李海國,)의 손자이다. 아버지는 이근주(李根柱)이며, 어머니는 경주인(慶州人) 김관용(金官龍)의 딸로 경주김씨(慶州金氏)이다. 부인은 영양천씨(潁陽千氏)이다. 근주의 장남으로 1936년 7월 23일 탄생하여 광주공업고등학교를 졸업하고, 1958년 6월 10일 남도건설(주)(南都建設(株))을 설립하여 대표이사(代表理事)를 역임하고, 現 회장(會長)으로 지내고 있다. 선친의 유지를 이어 국가와 지역사회 발전에 공헌할 인재를 육성하기 위해 1993년 40억 4천 700여만원(2011년 기준)의 재원을 확보하여 (재)지원장학회를 설립하여 現 이사장(理事長)을 지내고 있다.

## 상훈
- 1986년 6월 18일 건설(建設)의 날 대통령 표창.